# Coucal de Steere
Centropus steerii
Espèce
Statut de conservation UICN

 CR C2a(i) : 
En danger critique
Le Coucal de Steere, aussi Coucal de Steer, (Centropus steerii) est une espèce de coucals, oiseau de la famille des Cuculidae, endémique des forêts pluviales de Mindoro aux Philippines.
C'est une espèce monotypique (non subdivisée en sous-espèces).
Il est nommé en hommage à Joseph Beal Steere.